# Reggello
Reggello ist eine italienische Gemeinde mit 16.536 Einwohnern (Stand 31. Dezember 2023) in der Metropolitanstadt Florenz in der Region Toskana.

## Geografie

Lage von Reggello in der Metropolitanstadt Florenz

Die Gemeinde erstreckt sich über etwa 121 km². Sie liegt rund 25 km südöstlich der Provinz- und Regionalhauptstadt Florenz. Die Gemeinde ist Teil der Comunità montana Montagna Fiorentina. Die Ortsteile Ciliegi, Leccio und Prulli liegen am Arno.
Zu den Ortsteilen zählen Cancelli, Canova, Cascia, Caselli, Ciliegi, Donnini, Leccio, Matassino, Montanino, Pietrapiana, Pontifogno, Prulli, Saltino, San Clemente, San Donato in Fronzano, Sant’Ellero, Tosi und Vaggio.
Die Nachbargemeinden sind Castel San Niccolò (AR), Castelfranco Piandiscò (AR), Figline e Incisa Valdarno, Montemignaio (AR), Pelago und Rignano sull’Arno.

## Geschichte

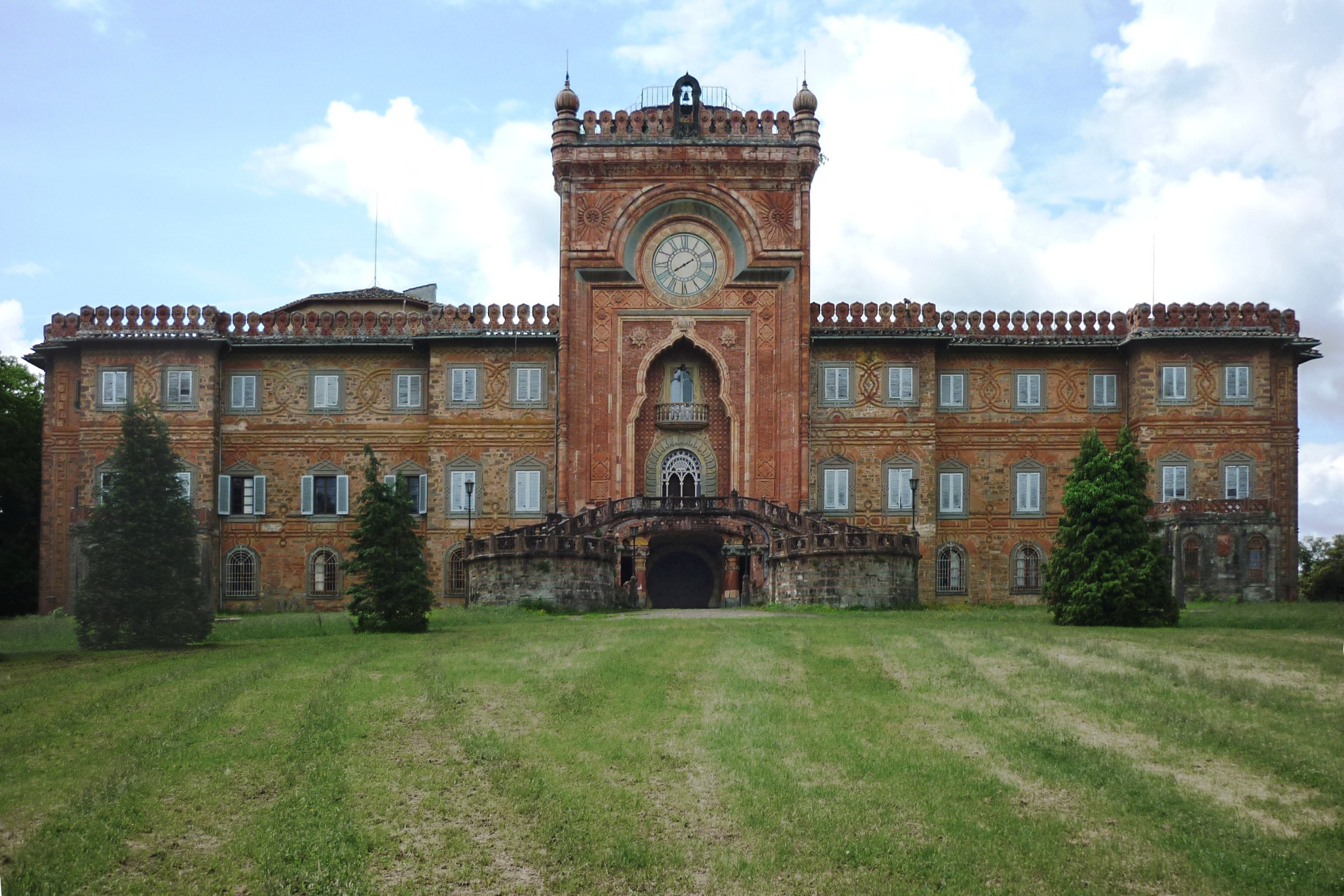
Castello di Sammezzano, Leccio

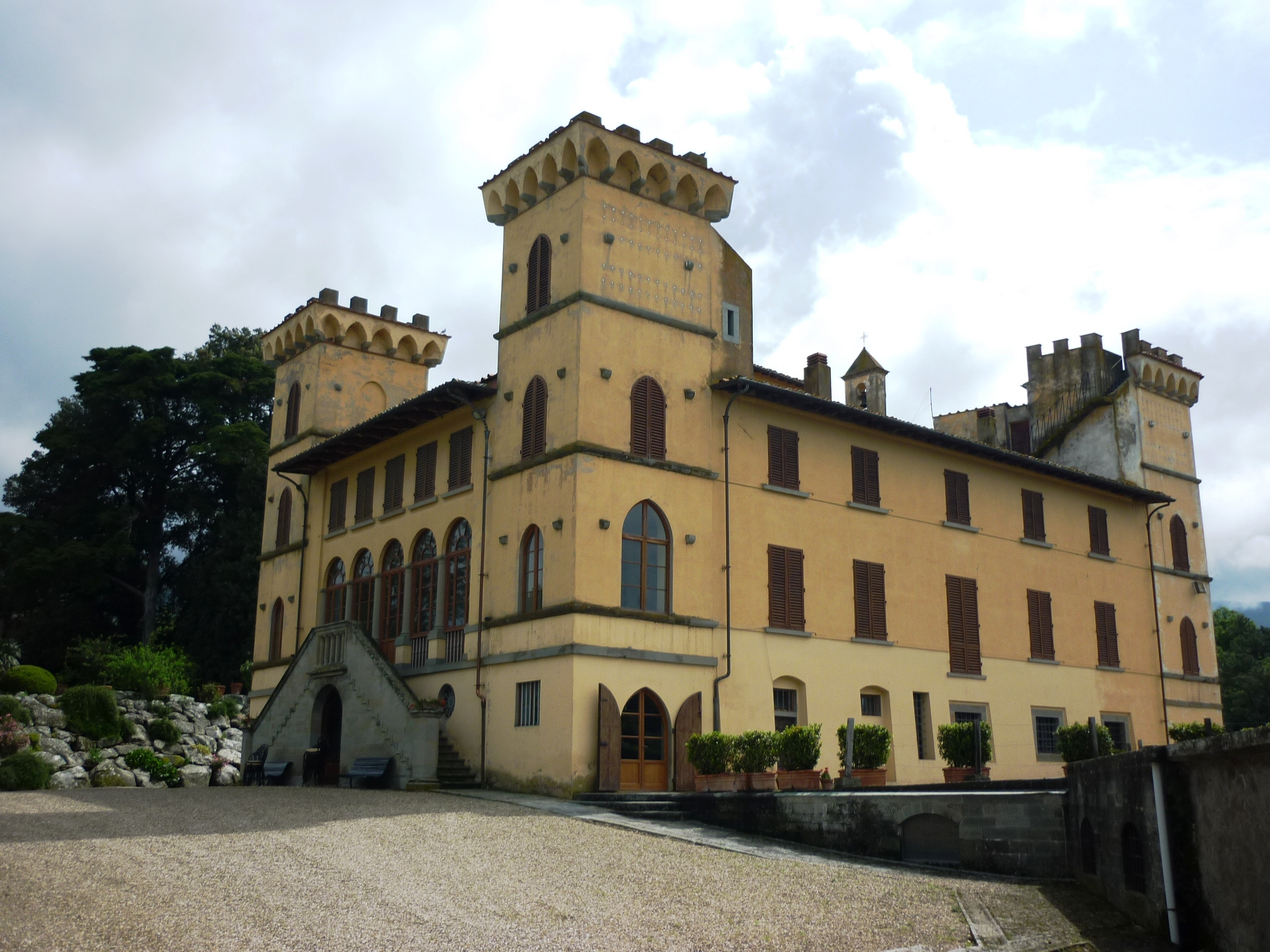
Castello dei Bonsi, Pietrapiana

Frühe Bewohner der Gegend waren wahrscheinlich die Etrusker, die Römer und die Langobarden. Erste Dokumente erwähnen 1066 die Burg Castelnuovo della Pieve di Cascia, später Castelvecchio di Cascia genannt, Besitz der Grafen Guidi. Bedeutung erlangte der Ort durch die Nähe zur Via Cassia Vetus, die von Florenz nach Arezzo führte. Der heutige Hauptort Reggello entstand um 1250 als Marktplatz an der Kreuzung der Cassia Vetus und der Via del Casentino. Mit dem Dekret des Großherzogs der Toskana, Leopold I., vom 13. Februar 1773 wurde der Ort von Cascia zu seinem heutigen Namen Reggello umbenannt. Cascia ist heute noch ein Ortsteil von Reggello.

## Sehenswürdigkeiten
- Abbazia di Vallombrosa, 1058 eingeweihte Abtei der Vallombrosaner, enthält das Werk Trinità von Lorenzo Lippi sowie Werke von Alessandro Gherardini, Raffaellino del Garbo und Andrea della Robbia.
- Pieve di San Pietro a Pitiana, bereits 1028 erwähnte Pieve mit Werken von Ridolfo Ghirlandaio und Domenico Ghirlandaio.
- Chiesa di San Clemente a Sociana, Kirche mit Werken von Antonio Rossellino, Mino da Fiesole und Santi di Tito.
- Castello di Sammezzano, Schlossanlage im Ortsteil Leccio. Es sticht durch seine üppige, im maurischen Stil gehaltene Innengestaltung heraus.

## Gemeindepartnerschaften
Reggello unterhält Partnerschaften mit folgenden Städten und Gemeinden:
- Roßdorf, Deutschland
- Vösendorf, Österreich
- Billy-Montigny, Frankreich

## Söhne und Töchter der Gemeinde
- Pasquale Ermini (1905–1958), geboren in Leccio (Ortsteil von Reggello), Rennfahrer und Unternehmer